# 1994年亞洲運動會水上芭蕾比賽
1994年亞洲運動會花樣游泳比賽於10月8日至9日在日本廣島市綜合室內游泳池舉行，此次比賽設兩個小項（女子單人、女子雙人），共有來自5個國家和地區的11名運動員參加。日本獲得兩枚金牌，中國獲得銀牌，韓國獲得所有銅牌。

## 各項成績
| 項目 | 金牌                       | 银牌                 | 铜牌                                 |
| 單人 | 日本 · 奧野史子            | 中国 · 吴纯兰        | 韩国 · Choi Jeong-yun                |
| 雙人 | 日本 · 奧野史子 · 立花美哉 | 中国 · 付豫玲 · 李敏 | 韩国 · Choi Jeong-yun · Choi Yoo-jin |

## 獎牌榜
| 排名                     | 国家 / 地区              | 金牌 | 銀牌 | 銅牌 | 总计 |
| ------------------------ | ------------------------ | ---- | ---- | ---- | ---- |
| 1                        | 日本（JPN）              | 2    | 0    | 0    | 2    |
| 2                        | 中国（CHN）              | 0    | 2    | 0    | 2    |
| 3                        | 韩国（KOR）              | 0    | 0    | 2    | 2    |
| 总计（共3个国家 / 地区） | 总计（共3个国家 / 地区） | 2    | 2    | 2    | 6    |

## 參賽國家
共有來自5個國家的11名運動員參加水上芭蕾比賽：
- 中国（3）
- 日本（2）
- （2）
- 韩国（2）
- （2）

## 外部鏈接
- Olympic Council of Asia （页面存档备份，存于）

Template:1994年亚洲运动会项目